# 내 마음의 비밀
《내 마음의 비밀》(스페인어: Secretos del corazón 세크레토스 델 코라손[*], 영어: Secrets of the Heart)은 몽소 아르멘다리스 감독의 드라마 영화이다. 1997년 3월 19일에 스페인에서 처음으로 개봉했고, 대한민국에서는 2001년 4월 14일에 개봉했다.

## 줄거리
어느 휴일, 하비와 그의 형 후안은 산에 있는 마을에 가게 된다. 하비는 그의 아버지가 죽었던 닫힌 방에 숨겨진 비밀에 끌리게 된다. 그의 호기심은 만족감이 되고, 놀라운 발견을 하게 될 것이다.

## 출연
- 카르멜로 고메스: 티오 역
- 차로 로페스: 마리아 역
- 실비아 문트: 마드레 역
- 비키 페냐: 로사 역
- 안도니 에르부루: 하비 역
- 알바로 나고레: 후안 사발사 역
- 이니고 가르세스: 카를로스 역
- 호안 바예스: 아부엘로 역
- 호안 달마우: 베니토 역
- 체테 레라: 리카르도 역
- 마놀로 몽헤: 돈 바우티스타 역
- 호세 마리아 아신: 돈 알레한드로 역
- 카를로스 살라베리: 베델 역